# KSC Asahi Spremberg
Der Kultur- und Sportclub Asahi Spremberg e. V., kurz KSC Asahi Spremberg ist mit 550 Mitgliedern und sieben Abteilungen einer der größten Sportvereine der Lausitz und in der Stadt Spremberg beheimatet. Asahi ist japanisch und bedeutet „aufgehende Sonne“. Mit Mareen Kräh nahm eine Athletin des Vereins an den Olympischen Sommerspielen 2016 in Rio de Janeiro teil. Die Judo-Männer kämpfen in der ersten Deutschen Judo-Bundesliga und in der Landesliga.  Die Frauen des KSC in der zweiten Deutschen Judo-Bundesliga. Bei den Damen und Herren im Volleyball spielt je ein Team in der Brandenburgliga, dazu kommt ein Damenteam in der Landesliga und zwei Männerteams spielen in der Landesklasse und Kreisliga.

## Geschichte

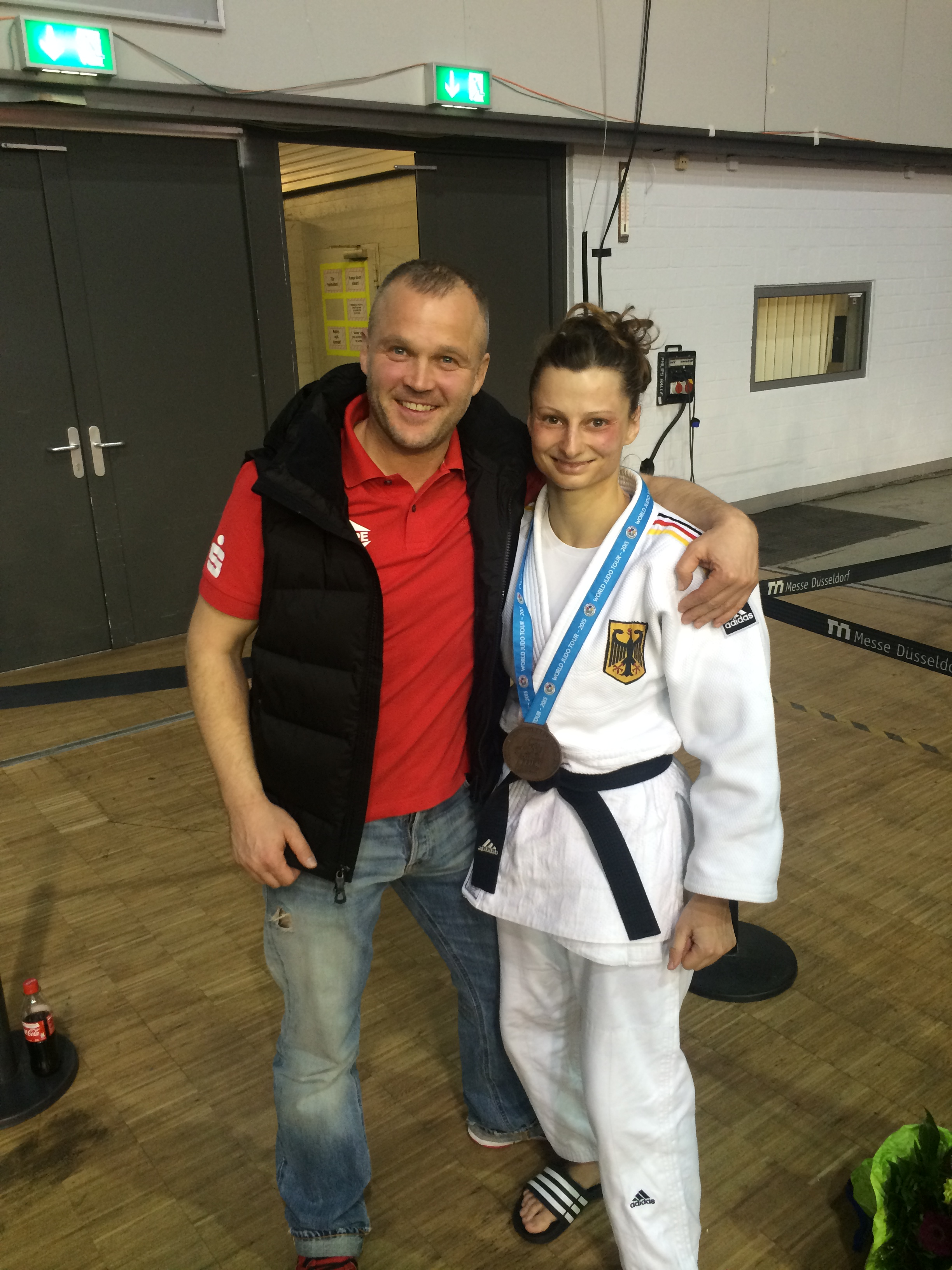
Dirk Meyer und Mareen Kräh

Der KSC Asahi Spremberg ist aus dem ehemaligen Judoverein SG Dynamo Spremberg hervorgegangen, der 1958 gegründet wurde. Nach der Wende konnte die Trainingsstätte nicht mehr genutzt werden, sodass 1992 eine neue Interessengemeinschaft Judo und im folgenden Jahr eine Judoabteilung mit dem Namen JUDO-TEAM-Asahi unter Schirmherrschaft des FSV Spremberg 1895 ins Leben gerufen wurde. Damals trainierten rund 15 Kinder in einem ehemaligen Wohnzimmer am Kirchplatz. Durch steigende Mitgliederzahlen bemühte sich die Vereinsführung um neue Räumlichkeiten und zog bald darauf in die bis dato brachliegende Mensa am Puschkinplatz, die im Jahre 1997 als neuer Vereinsvorsitz eröffnet wurde. Bis 1999 wuchs die Mitgliederzahl auf etwa 100 Kinder und Jugendliche an. In den Anfangsjahren wurden diverse Kooperationen mit ortsansässigen Kindergärten, Schulen und Seniorensportgruppen eingegangen, die das Vereinsangebot bis heute prägen. Die räumlichen Gegebenheiten der Sportmensa Puschkinplatz wurde derweil um einen neuen Sanitätstrakt, einen modernen Kraftraum, einen Seminarraum, einen Kursraum und die einzige Indoor-Kletterwand Sprembergs erweitert.

## Struktur
Der Verein unterhält mit Judo, Volleyball, Karate, Sumo, Fitness, Badminton und Billard insgesamt sieben Abteilungen, die jeweils in verschiedenen Bereichen des Breitensports und Spitzensports agieren. Neben den Sportarten bietet der KSC mit Frauensport, Aerobic, Gesundheitssport, Klettern, Seniorensport, Kinderevents, Gruppenfahrten und vielen Projekten ein breites sportliches Angebot an.

## Medaillenspiegel Judo
| 2. Bundesliga            | 2 × | 3 × | 3 × |
| Deutsche Meisterschaften | 4 × | 1 × | 0 × |
| Europameisterschaften    | 0 × | 1 × | 3 × |
| Weltmeisterschaften      | 0 × | 0 × | 1 × |

## Einzelerfolge Judo
| Altersklasse | Ergebnis | Veranstaltung            | Jahr | Judoka       |
| ------------ | -------- | ------------------------ | ---- | ------------ |
| U17          | 1        | Deutsche Meisterschaften |      | Sarah Gregor |
| U18          | 1        | Deutsche Meisterschaften | 2015 | Luc Meyer    |
| U18          | 1        | Deutsche Meisterschaften | 2017 | Luc Meyer    |
| U18          | 2        | Deutsche Meisterschaften | 2016 | Luc Meyer    |
| U20          | 2        | Europameisterschaften    | 2003 | Mareen Kräh  |
| AK           | 1        | Deutsche Meisterschaften | 2011 | Mareen Kräh  |
| AK           | 3        | Europameisterschaften    | 2006 | Mareen Kräh  |
| AK           | 3        | Europameisterschaften    | 2012 | Mareen Kräh  |
| AK           | 3        | Europameisterschaften    | 2015 | Mareen Kräh  |
| AK           | 3        | Weltmeisterschaften      | 2013 | Mareen Kräh  |
| AK           | 9        | Olympische Spiele        | 2016 | Mareen Kräh  |

## Medaillenspiegel Judo Ü30
| Weltmeisterschaften         | 3 × | 1 × | 3 × |
| World Police and Fire Games | 2 × | 2 × | 2 × |
| Europameisterschaften       | 1 × | 0 × | 0 × |
| Deutsche Meisterschaften    | 2 × | 1 × | 0 × |

## Auszeichnungen
- 2008 Offizieller Stützpunkt für Integration durch Sport[1]
- 2009 Landesleistungsstützpunkt Judo
- 2013 Landesleistungsstützpunkt Nachwuchs Judo
- 2016 Vereinsvorsitzender Dirk Meyer wird als Trainer des Jahres geehrt[2]
- 2017 „Grünes Band“ – bedeutendsten Nachwuchsleistungssport-Preis Deutschlands[3][4]